# Sull'amore
Sull'amore (noto anche con il titolo latino umanistico di Amatorius) è un'opera di Plutarco in forma dialogica.

## Struttura
Il dialogo è raccontato dal figlio di Plutarco, Autobulo, che narra come abbia portato la sua giovane moglie alla festa di Eros a Tespie per offrire preghiere e sacrifici al dio affinché ricomponga il dissidio tra le famiglie dei due giovani.
Il dialogo vero e proprio, però, si tiene nel tempio delle Muse sul vicino Elicona, dove Plutarco stesso e i suoi amici si sono ritirati per maggior tranquillità, visto che la festa è stata turbata dal fatto che il giovane eromenos tespiese Baccone si è innamorato della giovane vedova Ismenodora e i due si sono rivolti proprio a Plutarco per avere consigli su come procedere.
A metà della discussione si apprenderà che Ismenodora ha "rapito" un consenziente Baccone per fuggire insieme (Baccone è minorenne) e sposarlo. 

## Analisi critica
Plutarco presenta un'immagine idealizzata del dio Eros che, tuttavia, implica che il suo grande potere sull'uomo e il suo primato su ogni aspetto della vita creano le premesse per una collisione tra il pubblico e il privato. Nonostante l'ispirazione platonica, l'autore valuta negativamente l'amore omosessuale (difeso da Pisia), a scapito delle relazioni matrimoniali, presentate come la forma ideale d'amore e, in effetti, prende le distanze dalle tre scuole filosofiche che si sono espresse sull’amore (epicurei, platonici e stoici), in modo particolare dall’opinione di Zeusippo che “assimila l’amore all’istinto che conduce l’anima al degrado”. 
Nell’amore ad Afrodite, che costituisce la componente fisica, deve unirsi Eros, la componente spirituale ed affettiva che proietta gli individui interessati da questo sentimento nell’orizzonte di un progetto che non è solo di coppia, ma si realizza completamente nello spazio civico. Al contrario il soddisfacimento di un capriccio prodotto dalla pulsione erotica tra due individui dello stesso sesso finisce per appiattirli entrambi sul momento dell’incontro fisico che, privo di πειθώ e χάρις, risulta al contrario frutto di violenza, sfrenato e sfrontato.